# Georges Filiberti
Georges Filiberti (Milan, 12 mars 1881 - Neuilly-sur-Seine, 3 décembre 1970) est un peintre français d'origine italienne (naturalisé en 1924) né à Milan en Italie.

## Biographie
Proche du musicalisme, Georges Filiberti a contribué à la création de la revue-affiche Nabuchodonosor. Il meurt le 3 décembre 1970 à Neuilly-sur-Seine en France.